# Käthe Köhler
Käthe Köhler (n. 10 noiembrie 1913, Hamburg, Imperiul German) a fost o săritoare în apă ce a reprezentat Germania, medaliată olimpică. A participat la o ediție a Jocurilor Olimpice (1936) în care a câștigat o medalie de bronz.

## Participări
Lista de mai jos prezintă principalele competiții la care a participat Käthe Köhler de-a lungul carierei.
- diving at the 1936 Summer Olympics – women's 10 metre platform[*]